# ジャン1世 (ブルターニュ公)
ジャン1世（Jean Ier de Bretagne、1219年3月22日 - 1286年10月8日）は、ブルターニュ公。ジャン1世・ル・ルー（Jean Ier le Roux、赤髭のジャン1世）とも呼ばれた。ブルターニュ摂政ピエール・モークレールと女公アリックスの長男。

## 生涯
1221年、母アリックスの死によってブルターニュ公位を継承したが、幼児であったため父ピエールが摂政となった。ピエール・モークレールがブルターニュの男爵たちの反乱を抑えた1232年から親政を開始した。1237年には家臣の一人であったピエール・ド・クランの反乱を鎮圧している。1242年、ルイ聖王にかわってポワトゥーで戦い、ラ・マルシュ伯を従わせた。
1236年、ナバラ王テオバルド1世（シャンパーニュ伯としてはティボー4世）の王女ブランカ（ブランシュ・ド・ナヴァール）と結婚し、ナバラ王国の後継者とみなされた。1240年にはブルターニュからユダヤ人を追放した。1254年に最終的に、年3000リーブルの金と引き換えに、妻の実弟テオバルド2世が王位を継承することに同意し、ナバラ王位をあきらめた。
ジャン1世は多くのブルターニュ貴族や聖職者たちと争った。彼はナント司教と対立関係にあり、ブルターニュの司教から破門されたが、すぐに司教を従わせた。しかし貴族たちは、1257年に順番に武装蜂起して聖職者側についた。ジャン1世は最終的に彼らを抑え込んだ。
ジャン1世はその後、ルイ聖王の第8回十字軍に参加、聖王の命を奪った疫病から逃れて母国に帰還した。

## 子女
ナバラ王女ブランカとの間に8子をもうけた。
- ジャン2世（1239年 - 1305年）
- ピエール（1241年 - 1268年） - ディナン、エデ、レオン、エンヌボンの各領主
- アリックス（1243年 - 1288年） - ブロワ伯ジャン1世の妻
- ティボー（1245年 - 1246年）
- ティボー（1247年）
- アリエノール（1248年）
- ニコラ（1249年 - 1251年）
- ロベール（1251年 - 1259年）